# 卡申伯里 (加利福尼亞州)
卡申伯里（英語：Cushenbury）是位於美國加利福尼亞州聖貝納迪諾縣的一個非建制地區。該地的面積和人口皆未知。

## 地理
卡申伯里的座標為34°21′14″N 116°51′30″W / 34.35389°N 116.85833°W，而該地的平均海拔高度為1314米（即4311英尺）。